# Malik Delgaty
Malik Delgaty, né Justin Lesage le 29 septembre 2000 à Montréal, est un acteur pornographique canadien, spécialisé dans la pornographie gay et bisexuelle.

## Biographie
Malik Delgaty fait partie des Canadiens francophones ; il se déclare hétérosexuel.

### Carrière
Il commence à travailler à l'âge de dix-huit ans comme danseur de striptease dans un bar, qui s'avère celui où son père avait fait le même travail vingt ans plus tôt. Durant la pandémie de Covid-19, son agent lui propose une forte somme pour travailler dans l'industrie pornographique.
En 2021, il apparaît dans une vidéo publicitaire pour la maison de couture Dsquared2. Il fait la couverture du mois de décembre du magazine australien DNA (en).
Sous contrat d'exclusivité avec le studio Men.com, il devient le visage d'une campagne publicitaire pour la compagnie en 2022. Plus tard dans l'année, le studio annonce que l'acteur, jusqu'alors exclusivement insertif sexuellement, jouera le rôle réceptif dans une nouvelle scène.
Fin 2023, son nom est l'un des termes les plus recherchés sur PornhubGay.

## Filmographie
- 2021 : MenPop, avec JJ Knight, Joey Mills,
- 2023 : Malik Gets Laid
- 2023 : Fire Fuckers, avec William Seed, Joey Mills, Skyy Knox
- 2023 : Norse Fuckers, avec Felix Fox, Sir Peter
- 2024 : Raunchy Brunch

## Récompenses

### Lauréat
- GayVN Awards 2023 : meilleure scène bisexuelle avec Dante Colle et Haley Reed, et top préféré dans les votes de fans[8]

### Nominations
- XBIZ Awards 2023 : Performeur gay de l'année[9]
- Pornhub Awards 2024 : performeur gay le plus populaire[10]